# Tom Harrisson
Tom Harrisson (1911-1976) foi um polímata inglês (apesar de ser frequentemente descrito com antropólogo, sua área de estudos em Cambridge era ecologia, antes de se mudar para Oxford). No curso de sua vida, foi ornitólogo, explorador, jornalista, radialista, soldado, etnólogo, curador de museu, arqueólogo, produtor de cinema, conservacionista e escritor.